# Koropuż (stacja kolejowa)
Koropuż (ukr. Коропуж, ros. Коропуж) – stacja kolejowa w miejscowości Koropuż, w rejonie lwowskim, w obwodzie lwowskim, na Ukrainie.
Przed II wojną światową przystanek kolejowy.